# David Zima
Pour les articles homonymes, voir Zima (homonymie).
David Zima, né le 8 novembre 2000 à Olomouc en Tchéquie, est un footballeur international tchèque qui évolue au poste de défenseur central au Slavia Prague.

## Biographie

### Carrière en club

#### Sigma Olomouc
Né à Olomouc en Tchéquie, David Zima débute en professionnel lors de la saison 2019-2020 avec le Sigma Olomouc. Il joue son premier match en équipe première le 29 octobre 2019, lors d'une rencontre de coupe de Tchéquie face au Dukla Prague, contre qui son équipe s'impose largement pas quatre buts à zéro.

#### Slavia Prague
Le 1er février 2020, lors du mercato hivernal, il rejoint le SK Slavia Prague, en prêt jusqu'à la fin de la saison, avec option d'achat. Il joue son premier match sous ses nouvelles couleurs lors d'un match de championnat le 22 février 2020, face au SFC Opava, contre qui son équipe s'impose par deux buts à zéro.
À l'issue de cette saison, le Slavia est sacré champion de Tchéquie, il glane donc le premier titre de sa carrière.

#### Torino FC
Le 31 août 2021, lors du dernier jour du mercato estival, David Zima s'engage en faveur du Torino FC pour un contrat de quatre ans,. Il joue son premier match pour le Torino le 12 septembre, lors d'une rencontre de Serie A contre l'US Salernitana. Il est titularisé lors de cette rencontre remportée par son équipe sur le score de quatre buts à zéro.
Zima inscrit son premier but pour le Torino le 18 octobre 2022, lors d'une rencontre de coupe d'Italie contre l'AS Cittadella. Titulaire, il participe à la victoire de son équipe par quatre buts à zéro.

#### Retour au Slavia Prague
Le 31 janvier 2024, David Zima fait son retour au Slavia Prague. Il signe un contrat courant jusqu'en juin 2028.

### En équipe nationale
Avec les moins de 18 ans, il inscrit un but lors d'un match amical contre la Norvège, en février 2018 (victoire 1-0).
Zima compte également quatre sélection avec l'équipe de Tchéquie des moins de 20 ans, tous en 2019 et dont trois titularisations.
David Zima honore sa première sélection avec l'équipe nationale de Tchéquie le 24 mars mars 2021 contre l'Estonie. Il entre en jeu à la place d'Ondřej Čelůstka lors de cette rencontre remportée par les tchèques par six buts à deux,. La même année, il dispute sa première compétition internationale lors de l'Euro 2020.
Il est retenu dans la liste des 26 joueurs tchèques du sélectionneur Ivan Hašek pour participer à l'Euro 2024.

## Palmarès
Slavia Prague
- Champion de Tchéquie (2)
  - 2020 et 2021